# 篠原幸昭
篠原 幸昭（しのはら としあき、元禄10年（1697年） - 宝暦3年7月4日（1753年8月2日））は、江戸時代中期の加賀藩士。人持組・篠原本家第5代当主。通称は縫殿。石高は4000石。家紋は左三つ巴。菩提寺は曹洞宗桃雲寺で、戒名は空照院殿月庭良円居士。
正室は、加賀八家筆頭・前田直堅（近江守）の娘、凉窓院殿浄室智清大姉。嫡男は第6代当主で家老の篠原保之。

## 生涯
父は第4代当主篠原長栄（長賢）。母は加賀八家・駿河守前田孝貞の娘。篠原縫殿幸昭が生きた時代は、徳川吉宗が改革を行っている最中に享保の飢饉が起こり、加賀藩内も加賀騒動が持ち上がり、不安定な時代であった。享保5年（1720年）4月、薪蔵請取火消。同年9月、天徳院請取火消。享保9年（1724年）8月、定火消。寛保元年（1741年）9月には家中一統・出銀奉行となる。宝暦3年（1753年）7月4日に死去。桃雲寺で葬儀が執り行われ、野田山墓地に葬られた。なお、邸は、「算用場」向かいの角にあった。